# Mob Rules
Mob Rules е десети студиен албум на британската хевиметъл група Black Sabbath, издаден през 1981 г. Това е първият албум на групата с барабаниста Вини Апис, който заменя Бил Уорд по време на турнето за албума Heaven and Hell (Уорд напуска поради проблеми с алкохола). Това кара Ози да нарече този състав „Гийзър и тримата жабари“.
Инструменталът „E5150“ става откриващ за концертите на Sabbath. Заглавието е „EVIL“, като последните три букви са написани с римски цифри: 5=V, 1=I, 50=L.
Обложката е направена от известния артист Грег Хилдебрант и според някои съдържа послание, което гласи „Убий Ози“. Надписа е върху земята и е написан с кървавочервен цвят. Въпреки това обаче посланието е нечетливо и се смята, че посочения текст е измислица. Хилдебрант не създава картината специално за албума.
Лайф албумът Live Evil е записан по време на турнето за Mob Rules.

## Състав
- Рони Джеймс Дио – вокали
- Тони Айоми – китара
- Гийзър Бътлър – бас
- Вини Апис – барабани
- Джеф Николс – клавишни

## Песни
Всички песни са написани от Гийзър Бътлър, Рони Джеймс Дио и Тони Айоми. Всички текстове са написани от Рони Джеймс Дио.
| Mob Rules | Mob Rules                         | Mob Rules | Mob Rules | Mob Rules | Mob Rules | Mob Rules | Mob Rules | Mob Rules | Mob Rules |
| №         | Име                               | Време     |           |           |           |           |           |           |           |
| --------- | --------------------------------- | --------- | --------- | --------- | --------- | --------- | --------- | --------- | --------- |
| 1.        | Turn Up the Night                 | 3:42      |           |           |           |           |           |           |           |
| 2.        | Voodoo                            | 4:32      |           |           |           |           |           |           |           |
| 3.        | The Sign of the Southern Cross    | 7:46      |           |           |           |           |           |           |           |
| 4.        | E5150                             | 2:54      |           |           |           |           |           |           |           |
| 5.        | The Mob Rules                     | 3:14      |           |           |           |           |           |           |           |
| 6.        | Country Girl                      | 4:02      |           |           |           |           |           |           |           |
| 7.        | Slipping Away                     | 3:45      |           |           |           |           |           |           |           |
| 8.        | Falling Off the Edge of the World | 5:02      |           |           |           |           |           |           |           |
| 9.        | Over and Over                     | 5:28      |           |           |           |           |           |           |           |
| 40:25     |                                   |           |           |           |           |           |           |           |           |

### Сингли
| Year | Song                                   | Chart positions   | Chart positions | Chart positions | Chart positions  |
| Year | Song                                   | Billboard Hot 100 | Mainstream Rock | Modern Rock     | UK Singles Chart |
| ---- | -------------------------------------- | ----------------- | --------------- | --------------- | ---------------- |
| 1981 | „The Mob Rules“/Die Young              | —                 | —               | —               | 46               |
| 1982 | „Turn Up the Night“/Lonely Is the Word | —                 | 24              | —               | 37               |
| 1982 | „Voodoo“                               | —                 | 46              | —               | —                |
| 1982 | „E5150“                                | —                 | —               | —               | —                |

|  | Тази страница частично или изцяло представлява превод на страницата Mob Rules (album) в Уикипедия на английски. Оригиналният текст, както и този превод, са защитени от Лиценза „Криейтив Комънс – Признание – Споделяне на споделеното“, а за съдържание, създадено преди юни 2009 година – от Лиценза за свободна документация на ГНУ. Прегледайте историята на редакциите на оригиналната страница, както и на преводната страница, за да видите списъка на съавторите. ВАЖНО: Този шаблон се отнася единствено до авторските права върху съдържанието на статията. Добавянето му не отменя изискването да се посочват конкретни източници на твърденията, които да бъдат благонадеждни. |